# وينسي كاساريس
وينسيسلاو كاساريس المعروف أيضاً باسم وينسي كاساريس (بالإنجليزية: Wences Casares) (وُلِد في: 2 فبراير 1974 -)؛ رائد أعمال أرجنتينيي في مجال تكنولوجيا المعلومات ذو خبرة عالمية في الأعمال ومتخصص في التكنولوجيا والمشاريع المالية حيث أسس شركات عدة مثل: إنترنت أرجنتينا، وواناكو غيمز، وباتاغون، وليمون واليت، وبانكو ليمون بالإضافة إلى أنه صاحب أعمال خيرية. يشغل حاليا منصب الرئيس التنفيذي لمزود محافظ البيتكوين زابو وعضو مجلس إدارة في باي بال وكوين سنتر وكيفا وفيفا تراست. يُعتبر كاساريس من مؤيدي البيتكوين، ويؤمن بأن يكون لها دورا كبيرا في الإنترنت. كاساريس من المشاركين والمتحدثين النشطاء في المحافل والمؤتمرات، حيث توقع خلال مؤتمر ألن أند كومباني صن فالي بارتفاع ثمن البيتكوين إلى مليون دولار أمريكي.

## حياته
كاساريس هو الابن الأكبر لعائلة لديها أربعة أبناء، حيث تعمل عائلته في تربية المواشي في باتاغونيا، الأرجنتين. حصل على منحة روتاري للتبادل الثقافي في فترة الثانوية لزيارة واشنطن، بنسلفانيا. ذكر كاساريس في حوار أجرته معه USA Today أن هذه المنحة «غيّرت حياتي»، أما عن رأيه بالشعب الأمريكي: «يأخذون الامور ببساطة ولا شيء صعب عليهم». عاد إلى بوينس آيرس ودرس إدراة الأعمال لمدة ثلاث سنوات في جامعة سان أندريس، ثم في عام 1994 ترك دراسته ليؤسس أول مزود خدمة إنترنت في الأرجنتين Internet Argentina SA. ثم ترك هذه الشركة وأسس شركة سمسرة على الإنترنت في الأرجنتين باسم باتاغون في عام 1997. رسّخت باتاغون أقدامها باعتبارها بوابة الخدمات المالية الشاملة والرائدة على الإنترنت في أمريكا اللاتينية، ووسعت خدماتها المصرفية على الإنترنت لتصل إلى الولايات المتحدة وإسبانيا وألمانيا. وبعد ذلك قام بنك سانتاندرالإسباني بالاستحواذ على باتاغون ب 750 مليون دولار وتحول اسمها إلى سانتاندر أونلاين في جميع أنحاءالعالم. كان من بين المستثمرين في باتاغون جورج سوروس وإنتل وميكروسوفت وجيه بي مورغان تشيز، حيث قال رائد الأعمال فريد ويلسون للصحفية ساره ليسي في تك كرانش:«كاساريس من أفضل رواد الأعمال الذين دعمتهم على الإطلاق». وفيما بعد أتمّ كاساريس دراسة برنامج إدارة الأعمال في جامعة هارفارد.

## مشواره المهني
عام 2002، أسّس كاساريس واناكو غيمز، (سُميت فيما بعد بيهيفيور سانتياغو)، وهي شركة لتطوير ألعاب الفيديو مقرها مدينة نيويورك. اشتهرت واناكو غيمز أكثر عندما أُصدرت اللعبة الناجحة«أسولت هيروز»، ثم استحوذت عليها شركة آكتيفيجن في عام 2007. أيضا في 2002، أسس كاساريس منصة محفظة نقدية رقمية في البرازيل تدعى ليمون واليت. ثم في يونيو/ حزيران 2009  اشترى أكبر مصرف في البرازيل «دو برازيل» ليمون واليت. وفي عام 2013 اشترت شركة لايف لوك الأمريكية ليمون واليت ب43 مليون دولار أمريكي.

### شركة زابو
يشغل كاساريس منصب الرئيس التنفيذي لشركة زابو، وهي محفظة بيتكوين ناشئة في بالو ألتو بولاية كاليفورنيا. ويقال أن زابو أكبر جهة حفظ للبيتكوين في العالم، ويُعتقد أنها تحتفظ بما تصل قيمته إلى 10 مليارات دولار من هذه العملة المشفرة في سراديب تحت الأرض في خمس قارات ومن ضمنها ملجأ محصن كان تابعاً للجيش السويسري. جمعت زابو 40 مليون دولار من شركات الرأس المال الاستثماري في سيليكون فالي. ذكرموقع كوارتز أن كاساريس هو رائد الأعمال الذي أقنع بيل غيتس ورايد هوفمان وغيرهما من قيادات التكنولوجيا المخضرمين في السيليكون فالي بالاستثمار في البيتكوين.

## عطاؤه الاجتماعي
```
عام 2011، شارك كاساريس كعضو تحكيم في مباراة كاراتيه للنساء.
[
3
]
 أيضا هو عضو بدفعة 2017 
Henry Crown Fellows
 في شبكة آسبن العالمية للقيادة في معهد آسبن وعضو منتخب في دفعة 2011 في منتدى «القادة العالميين الشباب» التابع للمنتدى الاقتصادي العالمي
[
19
]
، ومن المواظبين على حضور اللقاء السنوي للمنتدى الاقتصادي العالمي في 
دافوس
، سويسرا.
[
20
]
 
في 2010 أقام كاساريس شراكة مع بابلو بوش لتأسيس منشأة «لاس ماخاداس دي بيركي» لرأس المال الاجتماعي والابتكار في سانتياغو وتشيلي.
[
21
]
[
22
]
 يشغل كاساريس حاليا عضوية منظمة الرؤساء الشباب.
```

## حياته الشخصية
عاش كاساريس مع زوجته وأولاده الثلاثة في بالو ألتو بولاية كاليفورنيا خلال الفترة 2004-2007، وأبحر هو وأسرته حول العالم على متن القطمران المملوك له سيمباتيكا.

## الروابط الخارجية
"Son of Sheep Ranchers, Lemon Wallet Co-Founder Wences Casares is a Serial Entrepreneur", إعداد ميليسا أباريثيو «فوكس نيوز لاتينو»
"Will Wences Casares's Lemon.com Replace Your Wallet", إعداد بروس روجرز، "فوربز"
```
"The Difference between $1 Billion-Plus in Exits and 'Success'"
, إعداد ساره ليسي 
تك كرانش
```